# Cephaloleia minasensis
Cephaloleia minasensis es un coleóptero de la familia Chrysomelidae.
Fue descrita científicamente en 1931 por Pic.